# Ceticismo ecológico
Ceticismo ecológico (ou ceticismo ambiental) é um termo geral que descreve aqueles que argumentam que as demandas particulares apresentadas pelos ecologistas e as ciências ambientais que apoiam aos primeiros são falsas ou exageradas, o termo inclui aqueles que são críticos do ambientalismo em geral. Os céticos ambientais têm argumentado que o grau de dano causado pelas atividades humanas é menos verdadeiro do que afirmam alguns cientistas e órgãos científicos, ou que é muito cedo para reduzir essas atividades com base nas evidências existentes, ou que se precisa mais discussão a respeito de quem deve pagar por este tipo de iniciativas ambientais. Um dos temas centrais no movimento dos céticos do ambientalismo é a ideia de que o ecologismo é uma crescente ameaça para o progresso social e econômico e para as liberdades civis.
A popularidade do termo fortaleceu-se com o livro de Bjørn Lomborg, O ecologista cético. Lomborg analisou as reivindicações ambientais desde um ponto de vista estatístico e econômico, e concluiu que com frequência as afirmações feitas pelos ambientalistas foram exageradas. Lomborg argumenta, sobre a base da análise de custo-beneficio, que poucas reivindicações ambientalistas merecem uma preocupação séria. No entanto, em 2010, Lomborg mudou sua posição e agora está de acordo com "dezenas de milhares de milhões de dólares ao ano para ser investidos na luta contra a mudança climática" e declarou que o aquecimento global é "sem dúvida uma das principais preocupações que enfrenta o mundo hoje se enfrenta a muitos problemas que a humanidade inteira deve enfrentar", resumindo seu ponto de vista dizendo que apesar de ser um assunto importante não é necessária o exagero de que o mundo vai se acabar.

## Críticas
Organizações e grupos de pressão ambientalistas argumentam que tais dúvidas céticas generalizadas não se desenvolveram de forma independente, mas que foram "incentivadas por campanhas de lobby e relações públicas financiadas por indústrias poluidoras". Os partidários dos ambientalistas argumentam que o "ceticismo" é na realidade negacionismo, e que, nos EUA em particular, "Grandes doações [foram] feitas a senadores e congressistas e patrocinadas por grupos de reflexão neoliberais e pesquisas científicas contrárias. ExxonMobil, a do petróleo, tem sido acusada pela ONG Amigos da Terra e outros de dar milhões de dólares a uma longa lista de grupos de especialistas e grupos de pressão em Kioto"
Um estudo recente de autores progressistas sobre o movimento do ceticismo ecológico afirma que a imensa maioria de livros céticos sobre o meio ambiente publicados desde a década de 1970 foram escritos ou publicados por autores ou instituições filiadas a grupos de especialistas conservadores. Ditos autores "concluem que o ceticismo é uma táctica de um contramovimento impulsionado pela elite desenhada para combater o ecologismo, e que a utilização com sucesso desta tática tem contribuído ao debilitamento do compromisso dos EUA com a proteção do meio ambiente."